# 116. pehotna brigada (ZDA)
116. pehotna brigada (angleško 116th Infantry Brigade) je bila pehotna brigada Kopenske vojske Združenih držav Amerike.

## Odlikovanja
- Predsedniška omemba enote
- Croix de Guerre s palmo